# Bartolommeo Zaccaria

Herb rodziny Zaccaria

Bartolommeo Zaccaria (zm. 1334) – genueński władca Markizatu Bodonitzy w latach 1327-1334. 

## Życiorys
Był synem Martino Zaccaria, jego bratem był Centurion I Zaccaria. Jego żoną była Guglielma Pallavicini, Markiza Bodonitzy w latach 1311-1358. W okresie inwazji katalońskiej został schwytany i wywieziony do więzienia na Sycylię. Został zwolniony w wyniku interwencji papieża Jana XXII. 